# Арруэ, Франсиско
Франсиско Эстебан Арруэ Пардо (исп. Francisco Esteban Arrué Pardo; род. 7 августа 1977[…], Сантьяго) — чилийский футболист, полузащитник; тренер. Участник Олимпийских игр 2000 года в Сиднее.
Один из шести футболистов, игравших за клубы большой чилийской тройки: «Коло-Коло», «Универсидад Католика» и «Универсидад де Чили».

## Клубная карьера
Арруэ — воспитанник клуба «Коло-Коло». В 1994 году он дебютировал за основной состав в чилийской Примере. С «Коло-Коло» Франсиско трижды стал чемпионом и завоевал Кубок Чили. В 2000 году в поисках игровой практики он перешёл в «Сантьяго Морнинг» с которым во второй раз стал обладателем национального кубка. Следующий сезон Арруэ провёл в «Универсидад Католика», после чего покинул страну и выступал за швейцарский «Люцерн», испанский «Леганес» и мексиканскую «Пуэблу». В 2005 году Франсиско вернулся в «Универсидад Католика» и с ходу помог клубу выиграть чемпионат. Отыграв два года на хорошем уровне он провёл сезон в «Универсидад де Чили», после чего перешёл в колумбийский «Атлетико Насьональ».
В 2009 году Арруэ вернулся на родину, подписав контракт с «Универсидад де Консепсьон». 31 января в матче против «Уачипато» он дебютировал за новую команду. В этом же поединке Франсиско забил свой первый гол за клуб. В 2008 году Арруэ помог «Универсидаду» завоевать Кубок Чили.
В 2011 году он вернулся в «Сантьяго Морнинг», но, отыграв сезон, перешёл в «Депортес Ла-Серена». 28 января в матче против «Рейнджерс» Арруэ дебютировал за новый клуб. 16 июля в поединке против своего бывшего клуба «Универсидад де Чили» он сделал «дубль», забив свои первые голы за «Депортес Ла-Серена». В начале 2013 года Франсиско перешёл в «Уачипато». 26 января в матче против «Сан-Маркос де Арика» он дебютировал за новый клуб. 2 февраля 2014 года в поединке против своей родной команды «Коло-Коло» Арруэ забил свой первый гол за «Уиачипато».
В начале 2016 года Франсиско перешёл в «Кокимбо Унидо» из второго чилийского дивизиона. 17 января в матче против «Рейнджерс» он дебютировал за новый клуб. 31 января в поединке против своего бывшего клуба «Сантьяго Морнинг» Арруэ забил свой первый гол за «Кокимбо Унидо».

## Международная карьера
В 2000 году Арруэ в составе олимпийской сборной Чили принял участие в Олимпийских играх в Сиднее. На турнире он сыграл в матчах против команд Марокко, Нигерии и Южной Кореи.

## Достижения
Командные
 «Коло-Коло»
- Чемпионат Чили — 1996
- Чемпионат Чили — Кл. 1997
- Чемпионат Чили — 1998
- Обладатель Кубка Чили — 1996

 «Сантьяго Морнинг»
- Обладатель Кубка Чили — 2000

 «Универсидад Католика»
- Чемпионат Чили — Клаусура 2005

 «Универсидад де Консепсьон»
- Обладатель Кубка Чили — 2008

Международные
 Чили (до 23)
- Летние Олимпийские игры — 2000